# Nécropole de Mramor (Musići)
Pour les articles homonymes, voir Mramor.
La nécropole de Mramor se trouve en Bosnie-Herzégovine, sur le territoire du village de Klinčići et dans la municipalité d'Olovo. Elle abrite 5 tombes et 80 stećci, un type particulier de tombes médiévales. Elle est inscrite sur la liste des monuments nationaux de Bosnie-Herzégovine et fait partie des 22 sites avec des stećci proposés par le pays pour une inscription au patrimoine mondial de l'UNESCO.